# Марданов, Самед Ашум оглы
Самед Ашум оглы Марданов (азерб. Səməd Haşım oğlu Mərdanov; 22 сентября 1909, Тифлис — 6 августа 1939, Баку) — азербайджанский советский кинорежиссёр. Брат актёра Мустафы Марданова.

## Биография
Самед Марданов родился 22 сентября 1909 года в городе Тифлис. В 1935 году окончил режиссёрский факультет Всесоюзного государственного института кинематографии. Был учеником известного советского режиссёра Сергея Эйзенштейна и одним из первых азербайджанских кинорежиссёров, получивших профессиональное образование. Творчество Марданова оказало влияние на развитие азербайджанского национального киноискусства.
Самед Марданов является режиссёром первого азербайджанского звукового кинофильма и одной из первых советских кинокомедий «У самого синего моря» (1936, режиссёр-постановщик Борис Барнет, совместное производство киностудий «Азерфильм» и «Межрабпомфильм» (Москва)). Снятый Мардановым в 1939 году историко-революционный фильм «Кендлиляр» (на экраны вышел в 1940 году) включён в «золотой фонд» азербайджанского кино. Этот фильм сыграл значительную роль в укреплении социалистического реализма в азербайджанском кино.